# Ramal CC13 del Ferrocarril Belgrano
El Ramal CC13 pertenecía al Ferrocarril General Belgrano, Argentina.

## Ubicación
Se ubicaba enteramente en la provincia de Tucumán, dentro de los departamentos Famaillá y Leales.

## Características
Era un ramal industrial de la red de vía estrecha del Ferrocarril General Belgrano, cuya extensión es de 11,5 km entre las cabeceras Famaillá y Río Colorado.
Corría paralelamente a la Ruta Provincial 323, uniendo los ramales Ramal CC12 y Ramal CC.
A 2017 se encuentra levantado. Sólo se encuentra activa la Estación Río Colorado para servicios de carga de la empresa estatal Trenes Argentinos Cargas.